# Leighton Meester
Leighton Meester Brody, née le 9 avril 1986 à Fort Worth au Texas, est une actrice, chanteuse et mannequin américaine.
Elle se fait connaître pour avoir incarné le personnage de Blair Waldorf dans la série dramatique américaine Gossip Girl (2007-2012).
Elle profite de son succès pour jouer au cinéma et est notamment à l'affiche du film dramatique Country Strong (2010), du thriller The Roommate (2011) et des comédies romantiques Bienvenue à Monte-Carlo (2011) et Love Next Door (2011).
Après les sorties discrètes de Crazy Dad (2012), Amies malgré lui (2014) et Le Juge (2014), elle se retire des plateaux de tournage et sort un album solo, Heartstrings (2014).
Elle fait finalement son retour, à la télévision, en incarnant le rôle principal de l'éphémère sitcom Making History (2017) ainsi que dans la série Single Parents (en) (2018-2020).

## Biographie

### Jeunesse et formation
Née à Fort Worth au Texas, Leighton Marissa Meester est la fille de Constance Lynn « Connie » Haas (née en 1956) et Douglas Jay « Doug » Meester (né en 1956) et passe la majeure partie de sa vie à New York et Los Angeles. Son nom de famille "Meester" signifie « maître » en néerlandais. Elle a des origines allemandes, anglaises, néerlandaises, irlandaises, écossaises et galloises. Elle parle couramment le français. Elle a deux frères : Douglas Logan Meester (né en 1983) et Alexander « Lex » Meester (né en 1994),.
Lors de sa naissance, sa mère purgeait une peine de prison pour sa participation à un réseau de marijuana de la Jamaïque aux États-Unis. Elle a pu donner naissance à Leighton dans un hôpital et elle a également pu s'occuper d'elle pendant trois mois dans une maison de transition avant de retourner en prison pour purger sa peine. Sa grand-mère s'est alors occupée d'elle jusqu'à ce que sa mère sorte de prison.
Leighton Meester a grandi à Marco Island, en Floride, où elle participait à des productions de théâtre à l'échelle locale. Elle joue notamment dans une adaptation du Magicien d'Oz. À l'âge de onze ans, elle part s'installer avec sa mère à New York.
Elle fréquente la Professional Children's School, puis, elle commence à travailler comme mannequin pour l'agence Wilhelmina Models où elle travaille avec la photographe (maintenant devenue réalisatrice) Sofia Coppola. Elle pose également pour la campagne Limited Too avec l'actrice Amanda Seyfried ; à cette occasion, Amanda Seyfried déclare que « Leighton était très en confiance. »
Leighton Meester fait ses débuts comme actrice en apparaissant dans un épisode de la série New York, police judiciaire. À l'âge de quatorze ans, elle part s'installer à Los Angeles, recherchant une stabilité dans son parcours professionnel, puis elle va à la North Hollywood High School ainsi qu'à la Beverly Hills High School. Elle est ensuite transférée dans une petite école privée dans laquelle elle termine ses études secondaires avec un an d'avance.
En juillet 2011, Leighton Meester attaque sa mère en justice et demande la garde de son jeune frère Lex car, au lieu d'utiliser l'argent que Leighton envoie pour les soins de son frère qui est malade, sa mère le dépense à des fins personnelles. Par la suite, sa mère riposte en portant plainte contre sa fille pour coups et blessures,. En décembre 2011, Leighton obtient un jugement par défaut après que sa mère, qui réclamait trois millions de dollars en dommages et intérêts, décide de retirer sa plainte.

### Débuts et rôles secondaires
En 1999, Leighton Meester joue dans un épisode de la série policière New York, police judiciaire. Elle apparaît également dans d'autres séries télévisées (Boston Public, Deuxième chance...) avant d'obtenir son premier rôle important dans le film La Malédiction du pendu. Il s'agit d'un film d'horreur à petit budget dans lequel elle donne la réplique à David Keith, Mel Harris et Douglas Smith.
En 2003, elle décroche son premier rôle régulier, celui de Nicki Porter, dans la série Jane et Tarzan. Elle apparaît ensuite dans diverses séries télévisées connues comme Preuve à l'appui, Touche pas à mes filles, Sept à la maison, Veronica Mars, 24 heures chrono et Entourage,.
En 2005, Leighton Meester obtient le rôle régulier de Savannah Bennet dans l'éphémère série fantastique, Surface. Pour sa diffusion française, la chaîne TF1, demande l'autorisation au diffuseur original, NBC, de remonter les épisodes de la série, de sorte à lui donner une fin plus acceptable. Le feu vert accordé par le réseau américain donne donc lieu à une première car aucune série jusqu'ici n’a jamais été remontée pour être diffusée sur une chaîne étrangère.
En 2006, elle joue dans deux films indépendants Flourish et Inside. Dans le premier, une comédie dramatique, elle donne la réplique à Jennifer Morrison et Jesse Spencer tandis qu'elle partage la vedette du deuxième, un film d'horreur, avec Nicholas D'Agosto.
La même année, elle apparaît également dans la série Numb3rs puis dans deux épisodes de la saison 3 de la série plébiscitée Dr House. La jeune actrice fait ses preuves et poursuit dans des séries considérées comme mythiques tels que Les Experts : Miami, Shark sans toutefois obtenir de premier rôle.
Elle devient cependant l'héroïne du film d'horreur Burger Kill. Il s'agit d'une énième petite production, sortie en 2007, qui lui permet de tenir à nouveau l'affiche avec Nicholas D'Agosto.

### Gossip Girlet révélation

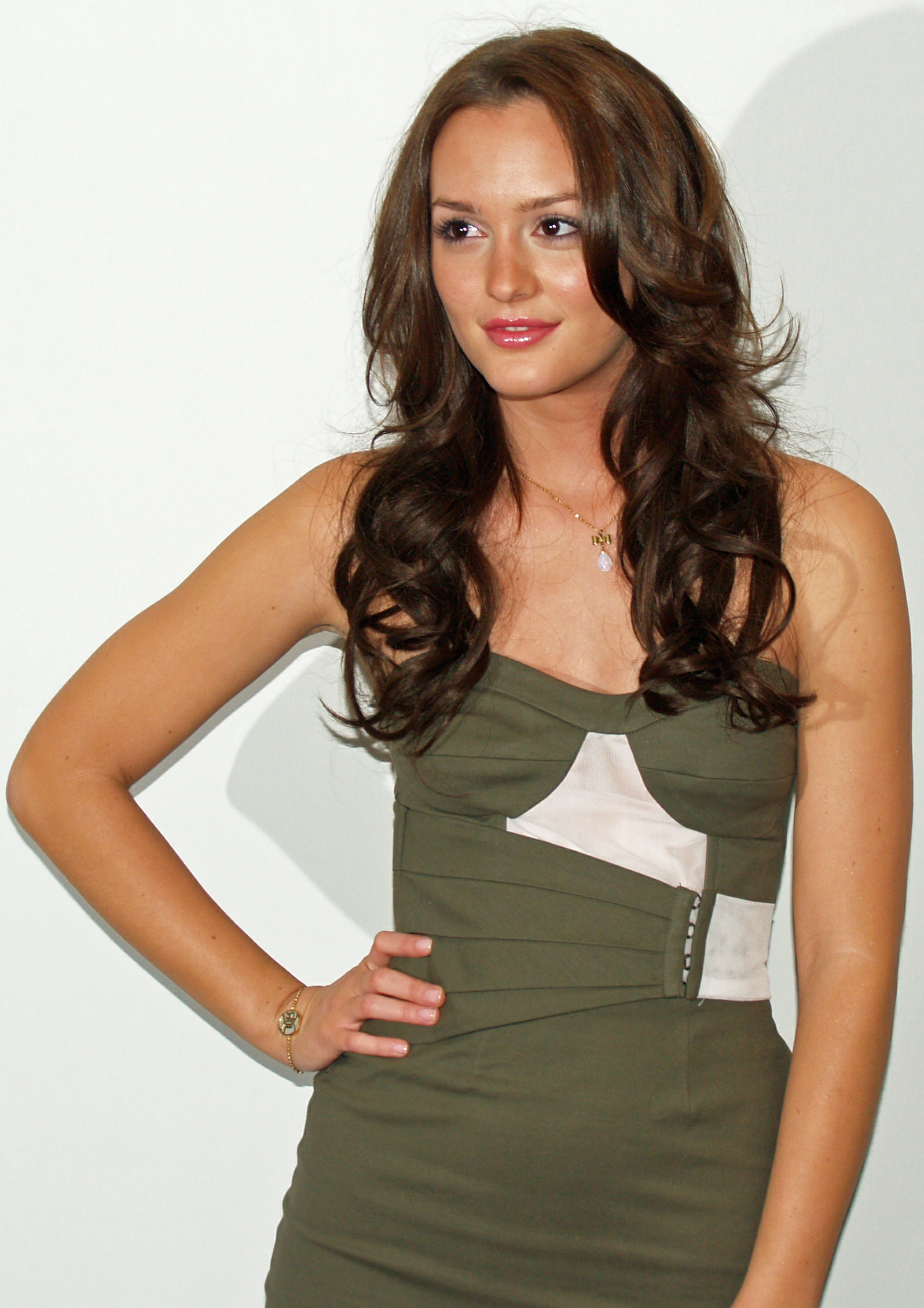
Leighton Meester à l'avant-première de Killer Movie en avril 2008.

La consécration arrive, en 2007, lorsqu'elle obtient le rôle de Blair Waldorf dans la série dramatique Gossip Girl adapté du roman du même nom. Elle y partage la vedette aux côtés de Blake Lively. Son personnage est une jolie peste manipulatrice qui règne sur la jeunesse dorée de Manhattan. Propulsée au rang de star, elle profite du succès de la série pour faire la couverture de nombreux magazines et accède au titre de "it girl".
En 2008, elle joue dans le film d'horreur Killer Movie aux côtés de Paul Wesley, Kaley Cuoco et Torrey DeVitto, qui sort le 24 avril 2008 et qui est présenté au Festival du film de Tribeca. La même année, Leighton Meester et Ed Westwick travaillent ensemble en dehors de Gossip Girl pour une publicité pour les appareils photo Nikon Coolpix. Enfin, elle fait son retour sur le plateau de la série Entourage pour un épisode de la saison 5 – son personnage était déjà apparu dans deux épisodes de la première saison.
L'année suivante, elle devient l'image de la ligne Fly Generation de Reebok.

En avril 2009, Leighton Meester signe un contrat avec le label Universal Republic. Elle commence alors à travailler sur un premier album prévu pour le mois de septembre de la même année mais la sortie est de nombreuses fois repoussé et l'album n'est finalement pas terminé. Leighton sort tout de même deux singles. Le premier, Somebody to Love, en duo avec le chanteur de R&B Robin Thicke, sort le 13 octobre 2009. Le titre rencontre un accueil mitigé. En novembre 2009, Leighton Meester révèle que Lil Wayne a travaillé avec elle sur une chanson appelée Make It Rain qui n'est jamais sortie. La même année, elle se fait remarquer en participant au titre Good girls go bad de Cobra Starship, un titre qui atteint la 7e place au Billboard Hot 100. 

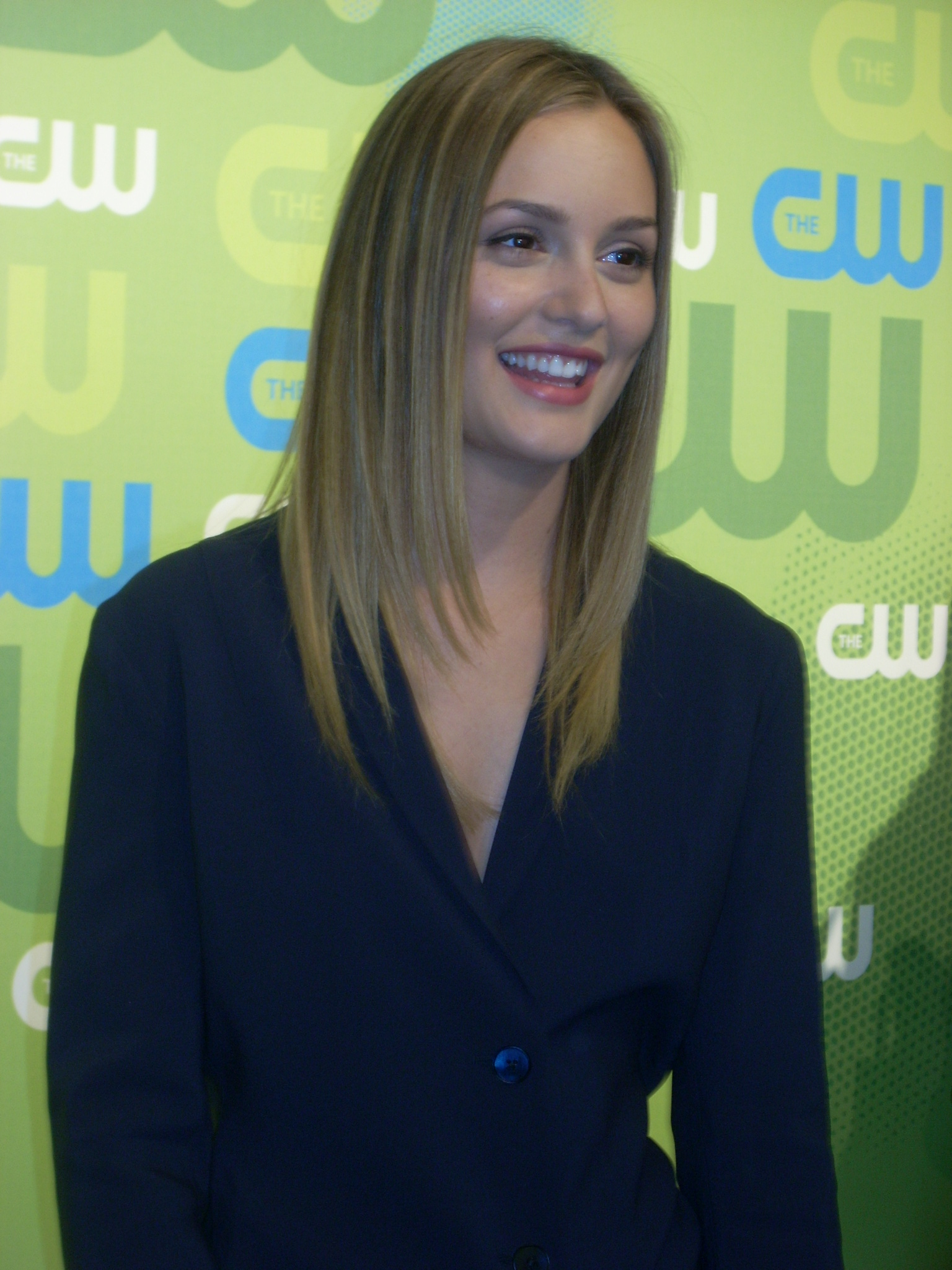
Leighton Meester à la CW Upfront, le 21 mai 2009, pour la promotion de Gossip Girl.

Le 30 mars 2010, elle sort son deuxième single intitulé Your Love's a Drug. En avril 2010, elle devient la nouvelle ambassadrice des produits capillaires Herbal Essences.
En 2010, l'année ou elle remporte son second prix de la meilleure actrice dans une série dramatique, lors de la 12e cérémonie des Teen Choice Awards, elle défend plusieurs projets au cinéma sans abandonner ses envies de carrière dans le milieu musical.
Cela se traduit notamment dans le film Country Strong, pour lequel elle enregistre une nouvelle version de la chanson Words I Couldn't Say de Rascal Flatts ainsi que la chanson A Little Bit Stronger de Sara Evans, puis deux autres chansons, Summer Girl et Give In To Me en duo avec Garrett Hedlund. Une production nommée aux Oscars du cinéma 2011 qui lui permet d'évoluer aux côtés de Gwyneth Paltrow, Tim McGraw et Garrett Hedlund.
Toujours en 2010, elle joue dans des seconds rôles, dans les comédies Crazy Night et Trop loin pour toi.
Mais le rôle de Blair lui permet surtout de tenir la vedette du thriller, The Roommate aux côtés de Minka Kelly, Cam Gigandet, Alyson Michalka et Nina Dobrev, ainsi que de la comédie romantique Bienvenue à Monte-Carlo aux côtés de Selena Gomez, Katie Cassidy, Luke Bracey et Cory Monteith. Ces deux productions sont commercialisées en 2011. Cette même année, Leighton Meester joue dans une autre comédie romantique, Love Next Door, aux côtés de Hugh Laurie et d'Adam Brody.
La Colocataire est très mal reçu par les critiques mais connaît le succès au box-office, en décrochant la première place à sa sortie. Elle lui permet d'obtenir une nomination lors de la 13e cérémonie des Teen Choice Awards, une cérémonie durant laquelle elle prétend aussi au prix de la meilleure actrice dans un film dramatique grâce à son interprétation dans Country Strong. Bienvenue à Monte-Carlo est tièdement accueilli par la presse et réussit péniblement à être rentabilisé tandis que Love Next Door est un flop. 

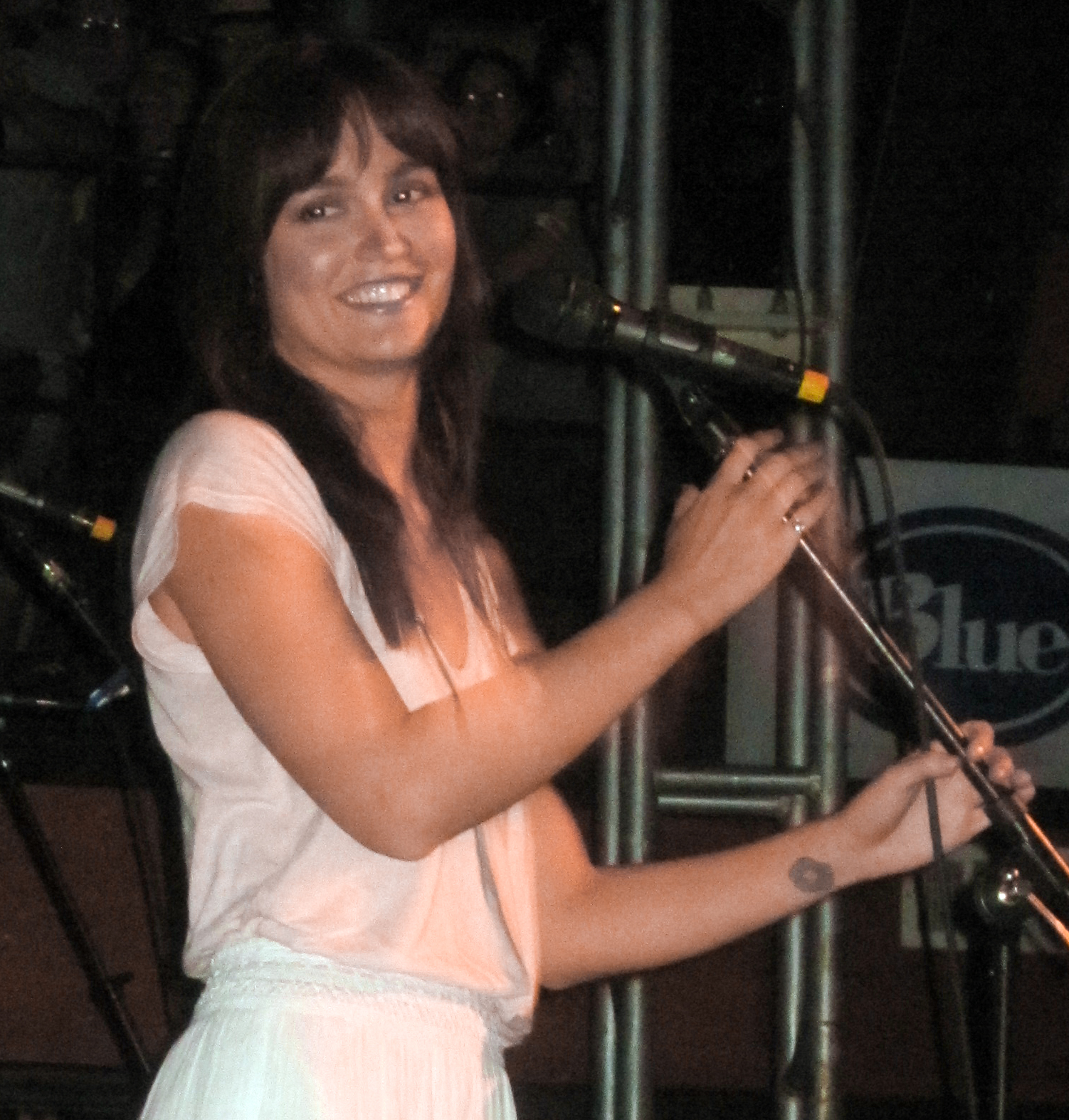
Leighton Meester en concert au Troubadour à Hollywood en juin 2011.

En 2011, elle devient l'égérie du parfum Lovestruck de Vera Wang. Elle devient également ambassadrice de la campagne Missoni printemps-été 2011. Par la suite, elle collabore avec la marque de joaillerie Bulgari pour le lancement de leur bague Save The Children, dont les bénéfices de la vente vont à programme d'éducation pour les enfants défavorisés à travers le monde.
Le 15 juin 2012, elle joue dans la comédie, laminée par les critiques, That's My Boy aux côtés d'Adam Sandler, Milo Ventimiglia et Andy Samberg. Cette année-là, la série Gossip Girl se termine en décembre 2012 au bout de six saisons.

### Passage au second plan
Pour la collection automne-hiver 2013-2014, elle devient égérie comme ambassadrice de la griffe Naf Naf.
En 2013, alors qu'elle doit reprendre son rôle de Carrie Bishop, qu'elle avait joué dans deux épisodes de la saison 1 de Veronica Mars, pour le film du même nom, un conflit d'emploi du temps l'oblige à abandonner le projet et elle est alors remplacée par une autre actrice.
En 2014, l'actrice tente alors de confirmer cette percée sur grand écran, en étant à l'affiche de plusieurs films. Elle partage l'affiche d'Amies malgré lui, une comédie dramatique avec Gillian Jacobs ; elle joue un second rôle dans Le Juge, un film dramatique de David Dobkin dont les premiers rôles sont tenus par Robert Downey Jr., Robert Duvall et Vera Farmiga ; puis elle porte le drame indépendant Like Sunday, Like Rain avec Debra Messing et elle joue aussi dans la série B, By the Gun avec Ben Barnes.
Sa carrière cinématographique peine cependant à décoller et l'actrice se replie, un temps, sur la musique. Elle commercialise le titre Heartstrings qui sert de vitrine à son premier album solo. En effet, le 9 septembre 2014, Leighton annonce la sortie de son premier album intitulé aussi Heartstrings, qui est commercialisé le 28 octobre 2014 sous un label indépendant. L'opus est salué par la critique mais est un échec commercial.
Ensuite, elle se met en retrait de l'actualité médiatique afin de se consacrer à sa vie privée.

### Retour télévisuel
En 2017, elle fait son retour à la télévision, en étant l'une des têtes d'affiche de la sitcom de la Fox Making History. Le programme est rapidement arrêté faute d'audiences. L'année suivante, elle joue les guest-star dans un épisode de The Last Man on Earth.
En 2018, elle fait son retour au premier plan, grâce à la comédie d'ABC, rapidement renouvelée pour une seconde saison, Single Parents (en). La série suit des pères et mères célibataires dont le quotidien est rythmé entre l'éducation de leurs enfants, leur vie amoureuse, etc. Elle y joue une mère débordée prénommée Angie. L'année suivante, la sitcom est annulée par ABC à l'issue de la seconde saison.
En 2019, après cinq ans d'absence, elle fait son retour au cinéma en tant que premier rôle féminin du film policier Brothers in Arms (Semper Fi) aux côtés de Jai Courtney et Finn Wittrock. 
En 2022, elle tient le rôle principal du film The Weekend Away de Kim Farrant publié par Netflix le 3 mars 2022.
En 2023, elle joue dans le film River Wild (en) aux côtés de son mari, Adam Brody. La même année, elle obtient le premier rôle féminin dans le film romantique de Noël EXmas de Jonah Feingold (en) aux côtés de Robbie Amell. Distribué par Amazon Freevee (en), service de streaming d'Amazon, il sera disponible à partir du 17 novembre 2023 aux États-Unis.

## Vie privée
Depuis janvier 2013, Leighton Meester partage la vie de l'acteur Adam Brody — rencontré sur le tournage du film The Oranges en 2010,. Le couple se fiance en novembre 2013, puis se marie trois mois plus tard en toute discrétion, le 15 février 2014 en Californie du Sud. Ils ont deux enfants : une fille (née en août 2015) et un garçon (né en août 2020).
En janvier 2025, leur maison de Pacific Palisades est détruite lors de l'incendie qui ravage Los Angeles.

### Image médiatique
Leighton Meester apparaît à plusieurs reprises dans le classement des cent plus belles femmes du monde établi par le magazine Maxim. En 2008, elle est classée  48e, en 2009 elle occupe la 12e place et en 2010, elle est 17e.
En 2011, Maxim la classe 16e dans son top des cent plus belles femmes du monde alors que le magazine Askmen la classe 53e dans son classement des femmes les plus désirables du monde. Le magazine Men's Health la classe 30e dans "The hottest Women of 2011".
En 2011, le magazine Glamour la classe 18e parmi les femmes les mieux habillées du monde.
Elle cite parmi ses influences Madonna, Whitney Houston et Cyndi Lauper.

## Filmographie

### Cinéma

#### Longs métrages
- 2003 : La Malédiction du Pendu de Rafal Zielinski : Elisha Springfield
- 2006 : Flourish de Kevin Palys : Lucy Covner
- 2006 : Inside de Jeff Mahler : Josie
- 2007 : Drive Thru de Brendan Cowles et Shane Kuhn : Mackenzie Carpenter
- 2007 : The Beautiful Ordinary de Jess Bond : Tori
- 2008 : Killer Movie de Jeff Fisher : Jaynie Hansen
- 2010 : Crazy Night de Shawn Levy : Katy
- 2010 : Trop loin pour toi de Nanette Burstein : Amy
- 2010 : Country Strong de Shana Feste : Chiles Stanton
- 2011 : The Roommate de Christian E. Christiansen : Rebecca
- 2011 : Bienvenue à Monte-Carlo de Thomas Bezucha : Meg
- 2011 : Love Next Door de Julian Farino : Nina
- 2012 : Crazy Dad de Sean Anders : Jamie
- 2014 : Amies malgré lui de Susanna Fogel : Sasha
- 2014 : Le Juge de David Dobkin : Carla Powell
- 2014 : Like Sunday, Like Rain de Frank Whaley : Eleanor
- 2014 : By the Gun de James Mottern : Ali Matazano
- 2014 : National Theater Live: Of Mice and Men d'Anna Shapiro : la femme de Curley
- 2019 : Brothers in Arms (Semper Fi) de Henry-Alex Rubin : Clara
- 2022 : The Weekend Away de Kim Farrant : Beth
- 2023 : River Wild (en) de Ben Ketai : Joey

#### Courts métrages
- 2003 : The Jackalope de Joseph Guerrieri : Lorraine

### Télévision

#### Téléfilms
- 2003 : The Big Wide World of Carl Laemke de Greg Mottola : Tanni
- 2004 : Hollywood Division de James Foley : Michelle
- 2007 : Dark Intentions de Bert Kish : Samantha Willows
- 2023 : Noël, mon ex et moi de Jonah Feingold : Ali Moyer

#### Séries télévisées
- 1999 : New York, police judiciaire : Alyssa Turner (saison 9, épisode 15)
- 2001 : Boston Public : Sarah Breen (saison 2, épisode 6)
- 2002 : Deuxième chance : Amanda (saison 3, épisode 12)
- 2002 : Family Affair : Irene (saison 1, épisode 7)
- 2003 : Jane et Tarzan : Nicki Porter (saison 1, 5 épisodes)
- 2004 : Preuve à l'appui : Marie Strand (saison 3, épisode 7)
- 2004 : Sept à la maison : Kendall (saison 8, épisodes 22 et 23)
- 2004 : North Shore : Hôtel du Pacifique : Veronica Farrell (saison 1, épisode 1)
- 2004 et 2008 : Entourage : Justine Chapin (saison 1, épisodes 2 et 4 / saison 5, épisode 2)
- 2005 : 24 heures chrono : Debbie Pendleton (saison 4, 4 épisodes)
- 2005 : Touche pas à mes filles : Nikki (saison 3, épisode 21)
- 2005 : Veronica Mars : Carrie Bishop (saison 1, épisodes 14 et 21)
- 2005-2006 : Surface : Savannah Barnett (rôle récurrent - 12 épisodes)
- 2006 : Numbers : Karen Camden (saison 2, épisode 19)
- 2006 : Dr House : Ali (saison 3, épisodes 3 et 4)
- 2006 : Secrets of a Small Town : Kayla Rhodes (1 épisode)
- 2006 : Monster Allergy : Poppy (voix - saison 1, épisode 1)
- 2007 : Les Experts : Miami : Heather Crowley (saison 5, épisode 16)
- 2007 : Shark : Megan (saison 1, épisodes 16, 18 et 19)
- 2007 - 2012 : Gossip Girl : Blair Waldorf (rôle principal - 121 épisodes)
- 2015 : Any Tom, Dick, or Harry : Barbara (pilote non retenu)
- 2017 : Making History : Deborah Revere (rôle principal - 9 épisodes)
- 2018 : The Last Man on Earth : Zoe (saison 4, épisode 9)
- 2018 - 2020 : Single Parents (en) : Angie D'Amato (rôle principal - 45 épisodes)
- 2019 : The Orville : Laura Huggins (2 épisodes)
- 2022 : How I Met Your Father : Meredith (15 épisodes)
- 2025 : Good cop/Bad cop : Lou Hickman (8 épisodes)
- 2025 : The Buccaneers : Nelle (saison 2, 1 épisode)
- 2025 : Nobody Wants This : Abby (1 épisode)
- 2025 : Untitled Rachel Sennott Project

### Clips vidéo
- 2009 : Good Girls Go Bad de Cobra Starship
- 2009 : Somebody to Love d'elle-même
- 2012 : Addicted to Love de Nomads featuring Vanessa Curry[65]
- 2014 : Heartstrings d'elle-même

## Discographie

### Albums studio
| Année | Album                                                                                     |
| ----- | ----------------------------------------------------------------------------------------- |
| 2010  | Love Is a Drug - Projet de 1er album studio - Sortie: Annulée - Label: Universal Republic |
| 2014  | Heartstrings - 1er album studio - Sortie: 28 octobre 2014 - Label: Hotly Wanting          |

### Singles
| Année | Titre                               | US Pop | US Dance | Album          |
| ----- | ----------------------------------- | ------ | -------- | -------------- |
| 2009  | Somebody to Love feat. Robin Thicke | 111    | 81       | Love Is a Drug |
| 2010  | Your Love's a Drug                  | 119    | -        | Love Is a Drug |
| 2014  | Heartstrings                        | -      | -        | Heartstrings   |

### Collaborations
| Année | Titre                                  | US Pop | US Dance | CAN | R-U | Monde | Album    |
| ----- | -------------------------------------- | ------ | -------- | --- | --- | ----- | -------- |
| 2009  | Good Girls Go Bad feat. Cobra Starship | 7      | 6        | 7   | 17  | 16    | Hot Mess |
| 2010  | She Said feat Stephen Jerzak           | -      | -        | -   | -   | -     | She Said |

## Distinctions
Sauf indication contraire ou complémentaire, les informations mentionnées dans cette section proviennent de la base de données IMDb.

### Récompenses
- Teen Choice Awards 2009 : meilleure actrice dans une série télévisée dramatique pour Gossip Girl
- Festival du film de Hollywood 2010 : Spotlight Award
- Teen Choice Awards 2010 : meilleure actrice dans une série télévisée dramatique pour Gossip Girl
- Williamsburg Independent Film Festival 2014 : meilleure actrice pour Like Sunday, Like Rain

### Nominations
- Teen Choice Awards 2008 : 
  - meilleure actrice dans une série télévisée dramatique pour Gossip Girl
  - meilleure révélation féminine dans une série télévisée pour Gossip Girl
- MTV Movie & TV Awards 2011 : meilleur méchant pour The Roommate
- Teen Choice Awards 2011 : 
  - meilleure actrice dans un film dramatique pour Country Song
  - meilleur méchant dans un film pour The Roommate
- Teen Choice Awards 2012 : 
  - meilleure actrice dans une série télévisée dramatique pour Gossip Girl
  - meilleure actrice dans un film de l'été pour Crazy Dad

## Voix francophones
En France, Laëtitia Godès, est la voix française régulière de Leighton Meester.
Au Québec, elle est doublée à trois reprises par Ariane-Li Simard-Côté.
En France
| - Laëtitia Godès dans : - Jane et Tarzan (série télévisée) - Surface (série télévisée) - Dr House (série télévisée) - Les Experts : Miami (série télévisée) - Gossip Girl (série télévisée) - Country Strong - The Roommate - Love Next Door - Bienvenue à Monte-Carlo - Crazy Dad - Making History (série télévisée) - The Orville (série télévisée) - The Weekend Away - Noël, mon ex et moi (téléfilm) | Et aussi - Dorothée Pousséo dans Entourage (série télévisée) - Sandra Valentin dans 24 Heures chrono (série télévisée) - Sylvie Jacob dans Veronica Mars (série télévisée) - Delphine Rivière dans Trop loin pour toi (série télévisée) - Olivia Nicosia dans Le Juge - Ludivine Maffren dans Single Parents (en) (série télévisée) - Emmanuelle Bodin dans How I Met Your Father (série télévisée) - Capucine Lespinas dans The Buccaneers (série télévisée) |

### Au Québec
Note : La liste indique les titres québécois.
| - Ariane-Li Simard-Côté dans : - Monte Carlo - Ça, c'est mon gars - Le Juge et aussi - Kim Jalabert dans La Coloc - Bianca Gervais dans Méchante soirée |